# جيري فري
جيري فري (بالإنجليزية: Jerry Frei)‏ هو مدرب رياضي أمريكي، ولد في 3 يونيو 1924 في أوريغون في الولايات المتحدة، وتوفي في 16 فبراير 2001.